# Comté aborigène de Cherbourg
Le comté aborigène de Cherbourg (en anglais : Aboriginal Shire of Cherbourg) est une zone d'administration locale située dans l'État du Queensland en Australie, dont le siège est Cherbourg.

## Géographie
Le comté s'étend sur 31,6 km2 dans la région de Wide Bay-Burnett et est enclavé dans la zone d'administration locale de Burnett Sud. Il comprend notamment la localité de Cherbourg.

## Histoire
Le nom Cherbourg provient du nom de la paroisse d'origine créée vers 1840. Ce serait une déformation du nom « Chirbury », une ville anglaise du Shropshire qui est le lieu de naissance de Richard Jones, un pasteur qui a exercé dans les années 1850.
En 1966, un conseil élu est institué. La communauté est officiellement érigée en zone d'administration locale par une loi de 2004. 

## Démographie
| 2006  | 2011  | 2016  | 2021  |
| ----- | ----- | ----- | ----- |
| 1 128 | 1 225 | 1 269 | 1 194 |

## Politique et administration
Le conseil comprend le maire et quatre autres membres, élus pour un mandat de quatre ans. Les dernières élections ont eu lieu le 28 mars 2020.

### Liste des maires
| Période | Période  | Identité              | Étiquette | Qualité |
| ------- | -------- | --------------------- | --------- | ------- |
| 2000    | 2008     | Kenny Bone            |           |         |
| 2008    | 2012     | Sammy Joe Murray      |           |         |
| 2012    | 2016     | Kenny Bone            |           |         |
| 2016    | 2020     | Arnold Murray         |           |         |
| 2020    | en cours | Elvie Jean Sandow Jnr |           |         |